# Genty Akylone
L'Akylone est un projet de supercar développé par le constructeur automobile français Genty Automobile depuis les premiers croquis de 2008.

## Préambule

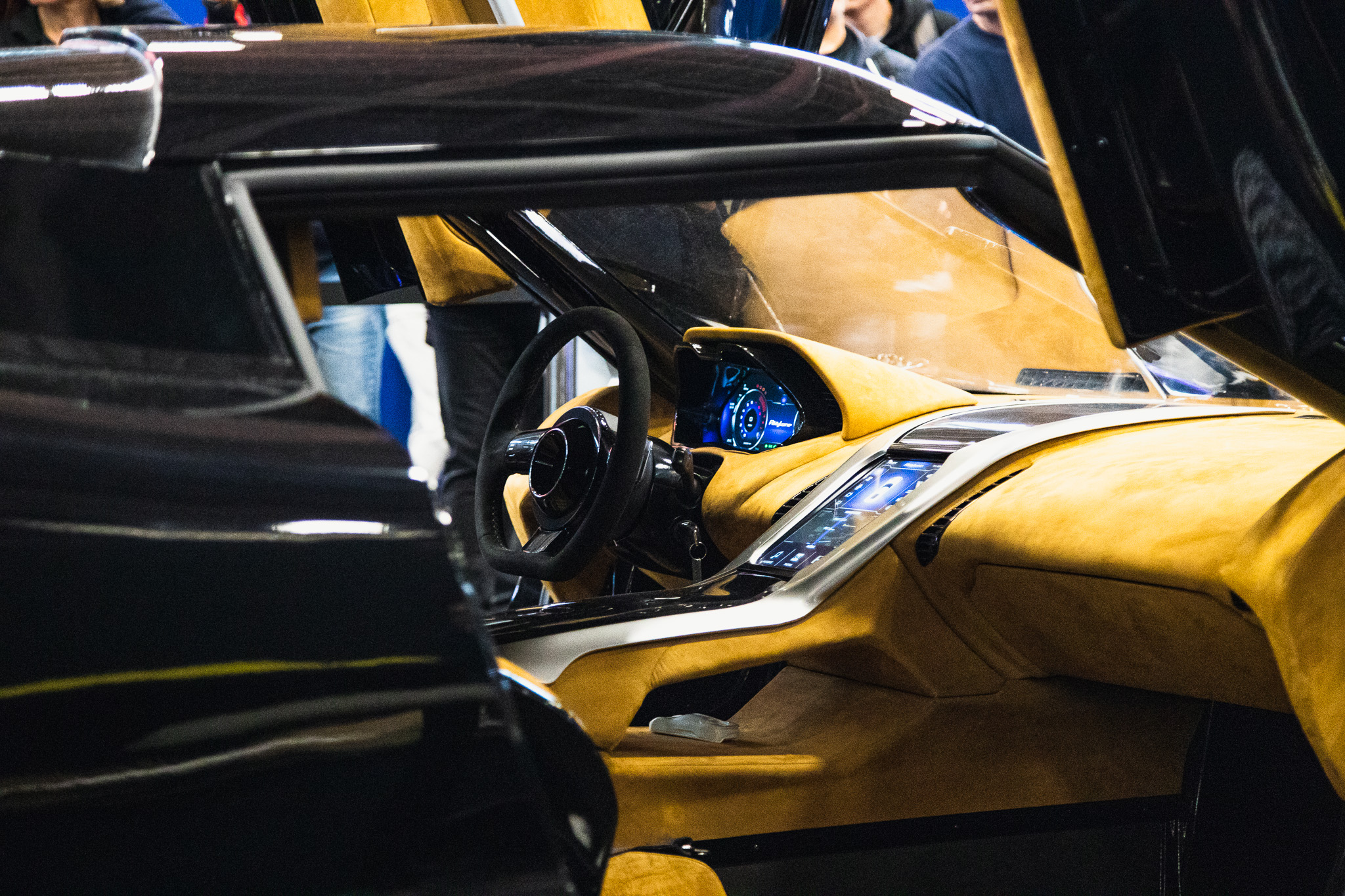
Intérieur.

L'Akylone est développée par Frédéric Genty avec le soutien de nombreux partenaires dont notamment Michelin, et sa production est prévue à Saint-Yorre dans l'Allier, en une série limitée de 15 exemplaires en version coupé, et 10 en version roadster. Elle est dévoilée de manière virtuelle au Mondial de l'automobile de Paris 2012 sur le stand de l'horloger BRM et annoncée en production pour la fin 2013 ou début 2014, puis reportée faute de financement.
Après une première levée de fonds en octobre 2015 portant le capital de l'entreprise à 509 425 € et réunissant 38 associés, et afin de financer la construction du prototype, en janvier 2016 Genty Automobile lance un plan de financement consistant en la vente de 180 parts de l'entreprise sur les 365 parts totale au tarif de 3 000 € hors taxes.

## Présentation
Suite une levée de fonds auprès d'investisseurs en 2017, une maquette à l'échelle 1:1 est réalisée et exposée aux 24 Heures du Mans 2018, puis au Festival de vitesse de Goodwood au Royaume-Uni, l'entreprise étant toujours à la recherche de partenariat et d'investisseurs pour passer à la production.
La maquette est présentée au salon de l'automobile de Bruxelles en janvier 2020.
Le prototype N°00 de la supercar, non homologué pour la route, sera dévoilé au salon Top Marques Monaco en juin 2020.

## Caractéristiques techniques

### Motorisation
Initialement annoncée avec un V8 4,8 litres de 1 000 ch placé en position centrale arrière et associé à une boîte de vitesses XTRAC séquentielle à 7 vitesses, la supercar française doit finalement recevoir un moteur V10 5,2 litres bi-turbo d'origine Audi de 1 200 ch et 1 200 N m de couple, associé à une boîte séquentielle à 6 vitesses.
| Données constructeur  | Akylone V10               |
| --------------------- | ------------------------- |
| Moteur                | V10                       |
| Admission             | Bi-turbo                  |
| Cylindrée             | 5 200 cm3                 |
| Puissance maximale    | 1 200 ch (894 kW)         |
| au régime de          | 7 300 tr/min              |
| Couple maximal        | 1 200 N m                 |
| au régime de          | 3 000 tr/min              |
| Boîte de vitesses     | Séquentielle à 6 vitesses |
| Transmission          | Intégrale                 |
| Vitesse maximale      | 350 km/h                  |
| 0-100 km/h            | 2,7 s                     |
| Consommation          | 16 L/100 km               |
| Émissions de CO2      | g/km                      |
| Masse à vide          | 1 280 kg                  |
| Capacité du réservoir | 96 L                      |